# Liste de personnalités nées à Naples
XIVe siècle :
- Mgr Landolfo Brancaccio (mort en 1312), cardinal
- Charles de Calabre (1298-1328), vice-roi du royaume de Naples
- Marie de Calabre (1328-1366), duchesse de Durazzo
- Charles III de Naples (1345-1386), roi de Naples
- Mgr Filippo Carafa della Serra (1340-1389), cardinal, évêque de Bologne
- Marguerite de Durazzo (1347-1412), reine consort de Naples

XVe siècle :
- Boniface IX (1355-1404), pape
- Mgr Francesco Carbone (mort en 1405), cardinal et légat apostolique
- Mgr Enrico Minutoli (mort en 1412), cardinal et camerlingue du Sacré Collège
- Mgr Niccolò Brancaccio (1340-1412), pseudo-cardinal créé par l'antipape Clément VII
- Ladislas Ier de Naples (1377-1414), roi de Naples
- Mgr Guglielmo Carbone (1370-1418), pseudo-cardinal créé par l'antipape Jean XXIII
- Jean XXIII (1360-1419), antipape qui fut déposé par le concile de Constance
- Mgr Rinaldo Brancaccio (mort en 1427), cardinal, protonotaire apostolique
- Mgr Tommaso Brancaccio (mort en 1427), cardinal
- Mgr Angelo d'Anna de Sommariva (mort en 1428), cardinal et doyen du Collège des cardinaux
- Mgr Rinaldo Piscicello (1415 ou 1416-1457), cardinal
- Mgr Giovanni d'Aragona (1456-1485), cardinal
- Éléonore de Naples (1450-1493), duchesse de Ferrare
- Alphonse II de Naples (1448-1495), roi de Naples
- Ferdinand II de Naples (1467-1496), roi de Naples
- Frédéric Ier de Naples (1451-1504), roi de Naples
- Mgr Federico Sanseverino (1475/1477 - 1516) : cardinal
- Jeanne de Naples (1478-1518), reine consort de Naples
- Isabelle de Naples (1470-1524), duchesse de Milan
- Jacopo Sannazaro (1457-1530), poète et humaniste
- Mgr Marino Ascanio Caracciolo (1468-1538), cardinal et diplomate actif contre Martin Luther
- Mgr Louis d'Aragon (1475-1519), cardinal
- Mgr Vincenzo Carafa (1477-1541), cardinal et archevêque de Naples
- Mgr Antonio Sanseverino (1477-1543), cardinal, vice-doyen du Collège des cardinaux et chevalier de l'ordre de Saint-Jean de Jérusalem
- Mgr Andrea Matteo Palmieri (1493-1537), cardinal, camerlingue du Sacré Collège et nommé gouverneur de Milan par Charles Quint
- Mgr Giovanni Michele Saraceni (1498-1568), cardinal, archevêque d'Acerenza et de Matera, administrateur de Lecce, camerlingue du Sacré Collège

XVIe siècle :
- Mgr Carlo Carafa (1517-1561), cardinal, neveu du pape Paul IV, condamné à mort par Pie IV et exécuté
- Giovanni Carafa (? - 1561), duc de Paliano, frère du précédent, condamné à mort et exécuté
- Mgr Alfonso Carafa (1540-1565), cardinal, archevêque de Naples
- Giambattista Basile (1566 ou 1575-1632), connu pour ses recueils de contes, adaptés ensuite par Charles Perrault et les frères Grimm
- Mgr Lucio Sanseverino (1567-1623) : cardinal, nonce apostolique en Flandre
- Mgr Decio Carafa (1556-1626), cardinal, archevêque de Naples
- Giovanni Battista Caracciolo, appelé aussi Battistello, (1578-1635) peintre de l'école napolitaine, disciple du Caravage à Naples.
- Giuseppe Nuvolo (1570-1643), frère dominicain, architecte baroque
- Mgr Ascanio Filomarino (1583-1666), cardinal, archevêque de Naples
- Massimo Stanzione (vers 1585-vers 1656), peintre baroque
- Mgr Antonio Franco (1585-1626), évêque du diocèse de Santa Lucia del Mela, béatifié par l'Église catholique
- Gian Lorenzo Bernini, dit Le Bernin (1598-1680), sculpteur, peintre et architecte, surnommé le second Michel-Ange

XVIIe siècle :
- Aniello Falcone (1600 ou 1607-1665) peintre de l'école napolitaine
- Gennaro Annese (1604-1648) meneur de la révolte populaire napolitaine contre la Vice-royauté espagnole
- Carlo Coppola (? - ?), peintre baroque actif de 1653 à 1665
- Micco Spadaro (1609/1610-1675), peintre baroque, paysagiste
- Andrea di Leone (1610-1685), peintre baroque
- Salvator Rosa (1615-1673), poète et peintre baroque
- Bernardo Cavallino (1616-1656), peintre italien baroque de l'école napolitaine
- Francesco Antonio Picchiatti (1617-1694), architecte baroque, ingénieur, archéologue
- Andrea Vaccaro (1604-1670), peintre baroque
- Pietro de Marino (?-1673), architecte baroque
- Mgr Innico Caracciolo (1607-1685) : cardinal et archevêque de Naples
- Dionisio Lazzari (1617-1689), architecte et sculpteur baroque
- Mgr Stefano Brancaccio (1618-1682), cardinal italien
- Masaniello (1620-1647), pêcheur, meneur de la révolte contre la Couronne espagnole, héros populaire napolitain
- Séraphine de Dieu, (1621-1699), religieuse carmélite, mystique et écrivaine, vénérable.
- Camillo Francesco Maria Pamphili (1622-1666), aristocrate, cardinal laïc, général de l'armée pontificale
- Luca Giordano (1632-1705), peintre de l'école napolitaine
- Mgr Francesco del Giudice (1647-1725), cardinal, doyen du collège des cardinaux, préfet de la congrégation de l'Inquisition
- Mgr Tommaso Ruffo (1663-1753), cardinal, vice-doyen et doyen du Collège des cardinaux, secrétaire de la Congrégation de l'Inquisition et légat apostolique
- Mgr Niccolò del Giudice (1682-1743), cardinal et préfet du palais apostolique
- Giambattista Vico (1668-1744), philosophe
- Domenico Antonio Vaccaro (1678-1745), sculpteur, architecte et peintre
- Marie Céleste Crostarosa (1696-1755), religieuse béatifiée, cofondatrice de l'ordre du Très Saint-Rédempteur
- Domenico Scarlatti (1685-1757), compositeur et claveciniste
- Mgr Giuseppe Spinelli (1694-1763) : cardinal et archevêque de Naples
- Niccolò Tagliacozzi Canale (1691-1764), architecte et ingénieur
- Nicola A. Porpora (1686-1768), compositeur
- Francesco Feo (1691-1761), compositeur
- Giuseppe de Majo (1697-1771), compositeur

XVIIIe siècle :
- Alphonse de Liguori (1696-1787), prêtre canonisé, fondateur de la Congrégation du Très Saint Rédempteur, docteur de l'Église
- Luigi Vanvitelli (1700-1793), architecte baroque
- Giovanni Costanzio Caracciolo (1715-1780), cardinal
- Gennaro Manna (1715-1779), compositeur et pédagogue
- Giuseppe Sanmartino (1720-1793), sculpteur
- Mgr Francesco Carafa della Spina di Traetto (1722-1818), cardinal, nonce apostolique, légat pontifical, préfet de la Congrégation des évêques,
- Fernando Spinelli (1728-1795), cardinal, gouverneur de Rome, vice-camerlingue
- Pietro Bardellino (1728-1806), peintre mural
- Gian Francesco de Majo (1732-1770), compositeur
- Domenico Cimarosa (1749-1801) compositeur
- Mgr Antonio Maria Doria Pamphilj (1749-1821), cardinal, archiprêtre de la Basilique Sainte-Marie-Majeure
- Ferdinand Ier (1751-1825), roi des Deux-Siciles
- Francesco Caracciolo (1752-1799), amiral
- Niccolò Antonio Zingarelli (1752-1837), compositeur
- Luigi de' Medici (1759-1830), juriste, président du Conseil des ministres du royaume des Deux-Siciles
- Stanislao Sanseverino (1764-1826) : cardinal
- Luigi Fergola (1768-1834), dessinateur, peintre et graveur
- Marie-Thérèse de Bourbon-Naples (1772-1807), impératrice du Saint-Empire romain germanique, impératrice d'Autriche
- Louise de Bourbon-Siciles (1773-1802), princesse des Deux-Siciles et grande-duchesse de Toscane
- Fabio Albertini, prince de Cimitile (1775-1848), diplomate et patriote
- François Ier (1777-1830), roi des Deux-Siciles
- Tommaso Riario Sforza (1782-1857), cardinal camerlingue de la Sainte Église romaine et camerlingue du Sacré Collège
- Filippo Giudice Caracciolo (1785-1844) : cardinal et archevêque de Naples
- Michele Enrico Carafa (1787-1872), compositeur
- Mgr Giuseppe Cosenza (1788-1863), cardinal, évêque d'Andria, archevêque de Capoue
- Salvatore Fergola (1799-1874), peintre de cour

XIXe siècle :
- Mgr Domenico Carafa della Spina di Traetto (1805-1879), cardinal, archevêque de Bénévent
- Alessandro Fergola (1812-1864), peintre
- Carlo Pisacane (1818-1857), révolutionnaire et anarchiste
- Giacinto Gigante (1806-1871), peintre
- Mgr Francesco Saverio Apuzzo (1807-1880), cardinal lors du concile Vatican I
- Mgr Sisto Riario Sforza (1810-1877), archevêque de Naples, cardinal lors du concile Vatican I
- Girolamo Calà Ulloa (1810-1891), général et patriote
- Enrico Alvino (1810-1876), architecte
- Marie Louise Velotti (1826-1886), religieuse béatifiée, fondatrice des franciscaines adoratrices de la Sainte Croix
- Achille Vertunni (1826-1897), peintre
- Thérèse-Christine de Bourbon-Siciles (1822-1889), impératrice du Brésil
- François de Paule de Bourbon-Siciles (1827-1892), prince de la maison de Bourbon-Siciles
- Benjamin Ball (1833-1893), médecin neurologue et psychiatre
- François II (1836-1894), roi des Deux-Siciles
- Catherine Volpicelli (1839-1894), religieuse canonisée, fondatrice des servantes du Sacré-Cœur
- Mgr Ignazio Persico (1823-1895), cardinal, vicaire apostolique d'Agra, évêque de Savannah, évêque d'Aquino, préfet de la Congrégation des indulgences et des rites
- Mgr Gaetano de Ruggiero (1816-1896), cardinal et préfet de l'économie de la Congrégation pour la Propaganda Fide.
- Louis de Bourbon-Siciles (1824-1897), vice-roi de Sicile
- Eugenio Torelli Viollier (1842-1900), journaliste, fondateur du journal Corriere della Sera
- Gaëtan de Bourbon-Siciles (1846-1871), fils de Ferdinand II, roi des Deux-Siciles et de Marie-Thérèse de Habsbourg-Lorraine-Teschen, infant d'Espagne
- Philippe Smaldone (1848-1923), prêtre fondateur des Salésiennes des Sacrés-Cœurs, apôtre des sourds-muets
- Gennaro Granito Pignatelli di Belmonte (1851-1948), nonce apostolique en Belgique et en Autriche, doyen du Collège des cardinaux, membre de la Curie romaine
- Eduardo Scarpetta (1853-1925), acteur et dramaturge
- Marie-Christine de l'Immaculée-Conception (1856 - 1906), religieuse canonisée, fondatrice des sœurs victimes expiatrices de Jésus-Sacrement
- Ruggero Leoncavallo (1857-1919), compositeur
- Salvatore Di Giacomo (1860-1934), poète
- Raffaele Garofalo (1851-1934), magistrat, juriste et criminologue
- Marie-Antoinette de Bourbon-Siciles (1851-1938), princesse des Deux-Siciles, comtesse de Caserte
- Federico De Roberto (1861-1927), écrivain
- Roberto Bracco (1861-1943), écrivain
- Enrico Lionne (1865-1921), peintre et illustrateur
- Victor-Emmanuel III (1869-1947), roi d'Italie
- Mgr Alessio Ascalesi (1872-1952), cardinal, archevêque de Bénévent, archevêque de Naples
- Enrico Caruso (1873-1921), ténor d'opéra
- Ferdinando Bosso (1878-1967), journaliste, homme politique socialiste et partisan antifasciste
- Tina Pica (1884-1968), actrice de cinéma et de théâtre
- Harald Dohrn (1885-1945), résistant allemand au nazisme
- Justin Russolillo (1891-1955), prêtre catholique canonisé, fondateur de la Société des Divines Vocations et des Sœurs des Divines Vocations
- Franco Coop (1891-1962), acteur de cinéma
- Teresa de Rogatis (1893-1979), compositrice, guitariste, pianiste et professeure de musique classique.
- Marie-Joséphine de Jésus crucifié (1894-1948), Joséphine Catanea, carmélite italienne, béatifiée en 2008 dans la cathédrale de la ville.
- Antonio de Curtis dit Totò (1898-1967), acteur, compositeur et poète
- Raffaele Guariglia (1889-1970), diplomate, homme politique et ambassadeur
- Carlo Pisacane (1889-1974) : acteur de cinéma
- Louis Capone (1896-1944), criminel italo-américain condamné à mort
- Giuseppe Porelli (1897-1982) : acteur de cinéma
- Giuseppe Amato (1899-1964), acteur, scénariste, réalisateur et producteur de cinéma

XXe siècle :
- Francesco Cangiullo (1884-1977), écrivain et peintre
- Ebe Stignani, 1903 ou 1904-1974) mezzo-soprano italienne
- Nino Taranto (1907-1986), acteur de cinéma et de théâtre
- Rina Morelli (1908-1976), actrice de théâtre et de cinéma
- Dolores Palumbo (1912-1984), actrice de cinéma et de théâtre
- Lionello De Felice (1916-1989), réalisateur, scénariste et journaliste
- Salvo D'Acquisto (1920-1943), carabinier, baryton, fusillé
- Henri Crolla (1920-1960), musicien, guitariste, compositeur, acteur de cinéma et de télévision
- Vittorio Caprioli (1921-1989), acteur, réalisateur et scénariste de cinéma
- Aldo Giuffré (1924-2010), acteur de cinéma
- Antonio Cifariello (1930-1968), acteur de cinéma
- Margherita de Savoie-Aoste, (1930-2022), Archiduchesse d'Autriche-Este, Princesse impériale d'Autriche, Princesse royale de Hongrie, de Bohême et de Croatie[1]
- Luigi De Filippo (1930-2018), acteur de cinéma et metteur en scène
- Carlo Giuffré (1928-2018), acteur de théâtre et de cinéma
- Willy Rizzo (1928-2013), photographe et designer
- Maria-Pia de Savoie (1934), princesse de Savoie, fille du roi Humbert II d'Italie
- Victor-Emmanuel de Savoie (1937), prétendant au trône, fils du roi Humbert II d'Italie
- Stefano Satta Flores (1937-1985), acteur de cinéma, dramaturge, comédien de doublage
- Franco Cuomo (1938 - 2007), journaliste et écrivain
- Marie-Gabrielle de Savoie (1940), princesse de Savoie, fille du roi Humbert II d'Italie
- Eleonora Brown (1948), actrice de cinéma italo-américaine
- Massimo Ranieri (1951), chanteur, auteur-compositeur et acteur
- Luigi Attademo (1972), guitariste
- Bud Spencer (1929-2016), acteur
- Marco Borriello (1982), footballeur
- Enrico De Nicola (1877-1959), 1er président de la République italienne
- Renato Caccioppoli (1904-1959), mathématicien
- Rosa Iervolino (1936), femme politique, maire de Naples, ministre pour les Affaires sociales, ministre de l'Instruction publique, ministre de l'Intérieur
- Pino Ammendola (1951), acteur, scénariste et metteur en scène de théâtre, de cinéma et de télévision
- Fabio Cannavaro (1973) footballeur, défenseur international de renom
- Paolo Cannavaro (1981), footballeur
- Lucio Amelio (1931-1994), marchand d'art
- Giovanni Leone (1908-2001), 6e président de la République
- Renato Carosone (1920-2001), pianiste et chanteur de variété
- Luigi Compagnone (it) (1915-1998), écrivain
- Luciano De Crescenzo (1928-2019) écrivain et réalisateur
- Eduardo De Filippo (1900-1984), acteur, poète, scénariste et dramaturge
- Renato De Fusco (it) (1929), historien de l'architecture et du design
- Roberto De Simone (1933), compositeur et musicologue
- Aurelio Fierro (1923-2005) chanteur et acteur
- Ettore Giannini (1912-1990), réalisateur
- Paolo Di Lauro (1953), criminel de la Camorra, condamné à 30 ans de prison
- Augusto De Luca (1955), photographe
- Pino Daniele (1955-2015), chanteur
- Valeria Golino (1966), actrice de cinéma
- Davide Iodice (1968), réalisateur et dramaturge
- Raffaele La Capria (1922-2022), écrivain
- Mario Martone (1959), réalisateur
- Roberto Murolo (1912-2003) chanteur
- Riccardo Muti (1941), chef d'orchestre
- Antonio Napolitano (1928-2014), critique et historien du Cinéma
- Giorgio Napolitano (1925), 11e président de la République italienne
- Silvio Orlando (1957) acteur
- Giuseppe Patroni Griffi (1921-2005), romancier, dramaturge, scénariste
- Francesco Rosi (1922-2015), réalisateur et scénariste
- Oreste Pipolo (1949-2015), photographe
- Massimiliano Rosolino (1978) nageur
- Roberto Saviano (1979) écrivain et journaliste
- Giancarlo Siani (1959-1985) journaliste assassiné par la camorra
- Maria Spena (1962), femme politique
- Luigi de Magistris (1967), maire de Naples
- Renato Ruggiero (1930-2013), ministre des affaires étrangères, directeur général de l'Organisation mondiale du commerce
- Paolo Sorrentino (1970) réalisateur et scénariste italien
- Pasquale Squitieri (1938-2017), réalisateur et scénariste italien
- Mgr Roberto Tucci (1921-2015), cardinal, jésuite et président émérite de Radio Vatican de 2001 à 2015
- Giandomenico Magliano (1955), diplomate et ambassadeur
- Donatella Damiani (1958), actrice italienne érotique
- Francesco Schettino (1960), capitaine du navire de croisière Costa Concordia lors de son naufrage
- Andrea Cozzolino (1962), député européen
- Ivan Cotroneo (1968), écrivain, scénariste et réalisateur de cinéma
- Ambra Vallo, danseuse classique
- Edoardo De Angelis (1978), réalisateur, scénariste et producteur de cinéma
- Cristiana Dell'Anna (1985), actrice de cinéma et de série télévisée
- Armando Izzo (1992), footballeur
- Rolando Mandragora (1997), footballeur
- Josephine Obossa (1999), joueuse de volley-ball
- Gianluca Gaetano (2000), footballeur